# Малишев Максим Васильович
Максим Васильович Малишев (нар. 24 грудня 1992, Донецьк, Україна) — український футболіст, що грає на позиції півзахисника. Виступав за клуби «Шахтар», «Зоря» та збірну України з футболу.

## Клубна кар'єра

### Шахтар
У ДЮФЛ України виступав за «Шахтар» (Донецьк). 
Почав свою професіональну кар'єру в другій лізі України за «Шахтар-3» в 2009 році.
У 2011 році перейшов в основну команду, однак виступав тільки в іграх молодіжного складу. Ставши з часом капітаном команди, домігся чемпіонства в першості в сезоні 2010/11. Усього за молодіжний склад «Шахтаря» Максим провів 36 поєдинків, у яких забив 2 голи.
Однак до початку сезону 2012/13, повернувся в «Шахтар-3», ставши капітаном і лідером складу. За півроку він провів 22 матчі, у яких відзначився 8 разів.
Узимку сезону 2012/13 перейшов до складу луганської «Зорі», підписавши контракт на 2 роки. Там він дуже добре виступав і вже після закінчення оренди повернувся до «Шахтаря». Там він закріпився на своїй позиції і став гравцем основного складу.
В сезоні 2015/16 гравець вийшов на поле 34 рази у всіх турнірах. Наступний сезон став найкращим для футболіста з точки зору форми — 36 матчів у всіх турнірах. 
Гравець почав частіше отримувати травми, в результаті чого став рідше грати. З сезону 2017/2018 гравець вийшов на поле в основному складі лише у семи матчах. Останній матч за «Шахтар» він провів 16 березня 2019 року, зігравши шість хвилин проти свого екс-клубу ― луганської «Зорі». В останній рік свого контракту «Шахтарем» він тренувався з дублюючим складом команди, після чого став вільним агентом по завершенню сезону.

## Збірна
За молодіжну збірну України дебютував 18 листопада 2013 у матчі кваліфікації до молодіжного Євро-2015 проти збірної Швейцарії. Зіграв у групі 4 матчі з 8, пропустивши обидва матчі проти збірної Ліхтенштейну, та не зігравши у матчах проти Хорватії та Латвії. Збірна України пробилася у плей-оф, посівши друге місце в кваліфікаційній групі після хорватів, де зіграла зі збірною Німеччини, поступившись за сумою двох матчів з рахунком 0:5.
24 березня 2016 року дебютував у складі збірної України в товариському матчі зі збірною Кіпру.

## Досягнення

### «Шахтар»
- Чемпіон України (2): 2016/17, 2018/19
- Володар Кубка України (3): 2015/16, 2016/17, 2017/18
- Володар Суперкубка України (1): 2017
- Чемпіон молодіжної першості України (1): 2010/11